# Liste der Kulturdenkmale in Ringleben (bei Gebesee)
In der Liste der Kulturdenkmale in Ringleben sind alle Kulturdenkmale der thüringischen Gemeinde Ringleben (Landkreis Sömmerda) und ihrer Ortsteile aufgelistet (Stand: 2006).

## Ringleben
Einzeldenkmale
| Bild                                    | Bezeichnung  | Lage                | Datierung | Beschreibung                                                     | ID |
| --------------------------------------- | ------------ | ------------------- | --------- | ---------------------------------------------------------------- | -- |
| weitere Bilder Fotos hochladen          | Dorfkirche   | Kirchstraße (Karte) |           | Kirche mit Ausstattung                                           |    |
| Direkt Bild zu diesem Denkmal hochladen | Pfarrhaus    | Dorfstraße 4        |           |                                                                  |    |
| Direkt Bild zu diesem Denkmal hochladen | Hofanlage    | Dorfstraße 7        |           |                                                                  |    |
| Direkt Bild zu diesem Denkmal hochladen | Scheune      | Dorfstraße 64a      |           | massive Scheune (Bestandteil des ehemaligen Gutes)               |    |
| Direkt Bild zu diesem Denkmal hochladen | Hofanlage    | Dorfstraße 74       |           | große Hofanlage (ehemaliges Gut)                                 |    |
| Direkt Bild zu diesem Denkmal hochladen | Hofanlage    | Dorfstraße 74a      |           | Hofanlage (ehemaliges Gut)                                       |    |
| Direkt Bild zu diesem Denkmal hochladen | Hochspeicher | Ladestraße          |           | Hochspeicher mit Nebengebäude der Familie F. A. Schmidt von 1939 |    |
| Direkt Bild zu diesem Denkmal hochladen | Wohnhaus     | Mittelstraße 130    |           |                                                                  |    |
| Direkt Bild zu diesem Denkmal hochladen | Wohnhaus     | Mühlstraße 75       |           |                                                                  |    |
| Direkt Bild zu diesem Denkmal hochladen | Mühle        | Mühlstraße 76       |           | Mühle Familie Trostdorf                                          |    |
| Direkt Bild zu diesem Denkmal hochladen | Gehöft       | Quergasse 85        |           |                                                                  |    |
| Direkt Bild zu diesem Denkmal hochladen | Wohnhaus     | Teichplatz 38       |           |                                                                  |    |
| Direkt Bild zu diesem Denkmal hochladen | Hofanlage    | Wörthgasse 94       |           |                                                                  |    |

## Quelle
- Landkreis Sömmerda. (Memento vom 1. Februar 2017 im Internet Archive; PDF; 160 kB) landkreis-soemmerda.de, Auszug aus dem Denkmalbuch des Landes Thüringen